# Nadgroda
Nadgroda (też: Nagroda, czyli wskrzeszenie narodu; Najjaśniejsi goście, czyli nagroda; Nagroda, czyli wskrzeszenie Królestwa Polskiego) – opera Karola Kurpińskiego, w 2 aktach. 
Libretto napisał Ludwik Adam Dmuszewski («z powodu pożądanego przybycia najjaśniejszego Alexandra I, Cesara i Króla do nowo-wskrzeszonego Królestwa Polskiego napisana»). Jej prapremiera miała miejsce w Warszawie 24 grudnia 1815 roku. Uwertura ukazała się drukiem jako dodatek do "Tygodnika Muzycznego" w maju 1820 roku.

## Osoby
- Podczaszy, dziedzic włości
- Ekonom
- Organista
- Justyna, jego córka
- Basia, wieśniaczka jej przyjaciółka
- Grzegorz, dawniej włódarz
- Stanisław, syn jego dawniej żołnierz
- Goście z sąsiedztwa
- Wieśniacy

Scena w Krakowskiem.
- Akt I: Teatr wystawia wieś.
- Akt II: Ogród pałacowy.

Rzecz dzieie się dnia 10. Listopada 1815 roku.

## Muzyka
- Uwertura

Akt I
- (?) Chor dziewczyn. «Cieszmy się, ciesmy w tej radosnej chwili» (Scena I)
- Dumka (Justyna). «Gdym przestała bydż dziecięciem» (Scena I)
- Dwuśpiew (Justyna i Basia). «Nadziejo, droga nadziejo!» (Scena II)
- Polonaise (Basia). «Jak prawdziwa Krakowianka» (Scena III)
- Dwuśpiew (Justyna i Stanisław). «Ach jak szczęśliwy był dzisiejszy ranek» (Scena VIII)
- Final (Justyna, Stanisław, Basia, Ekonom, Organista, grono wieśniaków). «Niech żyje! niech żyje! niech żyje!» (Scena X)

Akt II
- Mazurek (Organista). «Cieszmy się miłą nadzieją» (Scena I)
- (?) Chor i wyrwasy Krakowskie [Krakowiaki]. «Nasz sędziowy  od Skalmierza» (Scena II)
- Kantata (poezya L. Osińskiego, muzyka J. Elsnera). «Jakaż radość weselnych rozwesela plemie?»